# Echinodorus palifolius
La espada mexicana (Echinodorus palifolius) es una especie de la familia de la papa de agua (Alismataceae), dentro del orden Alismatales en lo que comúnmente llamamos grupo de las monocotiledóneas, aunque hoy en día se agrupan dentro del grupo Liliopsida. El nombre del género Echinodorus se deriva del griego “echinos” (puerco espín) y “doros” (bolsa o botella), haciendo referencia a los aquenios espinosos, la especie, E. virgatus, hace referencia a su forma de varita o rama pequeña.

## Clasificación y descripción
Planta perteneciente a la familia Alismataceae. Planta acuática arraigada, con hojas emergentes, no se conocen las hojas sumergidas ni el rizoma, el único ejemplar colectado cosiste en una inflorescencia y una hoja, las flores no han sido descritas. Se puede reconocer como una especie diferente por las nervaduras de las hojas, las marcas pelúcidas en forma de líneas, el raquis alado de la inflorescencia, las glándulas redondas del fruto y por el pico estilar lateral de 0.6  mm de longitud.

## Distribución
Es una planta endémica de México, solo se ha colectado una vez en el estado de Nayarit.

## Hábitat
Habita en charcas y zonas inundables del bosque tropical caducifolio.

## Estado de conservación
En México se cataloga bajo “Probablemente Extinta” en la NOM-059-SEMARNAT-2010; esta especie aún no ha sido evaluada por la Lista Roja de Especies amenazadas.